# Дебрене (Благоевградская область)
Дебрене (болг. Дебрене) — село в Благоевградской области Болгарии. Входит в состав общины Сандански. Находится примерно в 4 км к северо-востоку от центра города Сандански и примерно в 53 км к югу от центра города Благоевград. По данным переписи населения 2011 года, в селе  проживало 52 человека, преобладающая национальность — болгары.

## Население
| Год     | 1934 | 1946 | 1956 | 1965 | 1975 | 1985 | 1992 | 2001 | 2011 |
| ------- | ---- | ---- | ---- | ---- | ---- | ---- | ---- | ---- | ---- |
| Жителей | 430  | 465  | 362  | 229  | 182  | 115  | 95   | 76   | 52   |

|  |